# DHB-Pokal der Frauen 2022/23
Die Handballspiele um den DHB-Pokal 2022/23 der Frauen fanden vom September 2022 bis April 2023 statt.
Die erste Runde wurde am Wochenende 3./4. September 2022 ausgespielt. Am Wochenende des 1./2. April 2023 fand das Final4 um den Pokal in der Stuttgarter Porsche-Arena statt. Die SG BBM Bietigheim verteidigte den Titel.

## Hauptrunden

### 1. Runde
Die Spielpaarungen der 1. Runde im DHB-Pokal wurden am 7. Juli 2022 ausgelost. Zwanzig Mannschaften spielten um den Einzug in die zweite Runde, sieben Vereine erhielten ein Freilos. Die Auslosung fand nach regionalen Gesichtspunkten statt. Das Heimrecht lag bei der in der Spielzeit 2021/22 klassentieferen Mannschaft.
Die 1. Runde wurde am Wochenende des 3./4. September 2022 ausgespielt. Der Gewinner jeder Partie zog in die 2. Runde des DHB-Pokals ein.
| Datum             | Heimmannschaft (Liga)                     | Gastmannschaft (Liga)           | Ergebnis (Halbzeitstand) |
| ----------------- | ----------------------------------------- | ------------------------------- | ------------------------ |
| 3. September 2022 | HG O-K-T (Oberliga)                       | MTV Heide (3. Liga)             | 33:32 (18:16)            |
| 3. September 2022 | TuS 97 Bielefeld-Jöllenbeck (Oberliga)    | 1. FSV Mainz 05 (2. Liga)       | 22:31 (13:15)            |
| 3. September 2022 | VfV Spandau (Oberliga)                    | Thüringer HC II (3. Liga)       | 22:26 (12:14)            |
| 3. September 2022 | Görlitzer HC (Oberliga)                   | Füchse Berlin (2. Liga)         | 16:42 (07:22)            |
| 3. September 2022 | HSG DJK Marpingen-SC Alsweiler (Oberliga) | SG H2Ku Herrenberg (2. Liga)    | 28:38 (14:18)            |
| 4. September 2022 | FC St. Pauli (Oberliga)                   | SV Werder Bremen (2. Liga)      | 21:45 (11:24)            |
| 4. September 2022 | ASC 09 Dortmund (Oberliga)                | TV Aldekerk 07 (3. Liga)        | 32:39 (19:20)            |
| 4. September 2022 | TV Bassenheim (Oberliga)                  | HSV Solingen-Gräfrath (2. Liga) | 12:37 (07:21)            |
| 4. September 2022 | TV Witzhelden (Oberliga)                  | TVB Wuppertal (3. Liga)         | 18:25 (09:13)            |
| 4. September 2022 | Kurpfalz Bären (2. Liga)                  | ESV 1927 Regensburg (2. Liga)   | 22:27 (12:11)            |

Freilose erhielten die Vereine TSV Nord Harrislee (2. Liga), SV Grün-Weiß Schwerin (3. Liga), TuS Lintfort (2. Liga), HC Leipzig (2. Liga), Frankfurter HC (3. Liga), Frisch Auf Göppingen (2. Liga) und TG Nürtingen (2. Liga).

### 2. Runde
In der 2. Runde des DHB-Pokals starteten die zehn Sieger der Partien aus der 1. Runde, zudem zogen die Klubs mit einem Freilos spielfrei in die 2. Runde ein. Dazu kommen die Vereine der Bundesligasaison 2022/23. Diese Runde wurde vom 15. bis 19. Oktober 2022 ausgetragen.
Die Partien wurden am 6. September 2022 ausgelost, wobei die Teams nach regionalen Aspekten in zwei Gruppen eingeteilt wurden.

#### Gruppe Nord
| Datum            | Heimmannschaft          | Gastmannschaft             | Ergebnis (Halbzeitstand)   |
| ---------------- | ----------------------- | -------------------------- | -------------------------- |
| 19. Oktober 2022 | TV Aldekerk 07          | Thüringer HC               | 22:50 (10:25)              |
| 16. Oktober 2022 | HC Leipzig              | TuS Lintfort               | 37:40 n. V. (32:32, 14:14) |
| 19. Oktober 2022 | SV Union Halle-Neustadt | HSG Blomberg-Lippe         | 24:27 (09:11)              |
| 15. Oktober 2022 | SV Werder Bremen        | HSG Bad Wildungen Vipers   | 24:35 (10:17)              |
| 19. Oktober 2022 | HG O-K-T                | VfL Oldenburg              | 13:38 (06:21)              |
| 16. Oktober 2022 | SV Grün-Weiß Schwerin   | Buxtehuder SV              | 13:45 (06:27)              |
| 15. Oktober 2022 | TSV Nord Harrislee      | HL Buchholz 08-Rosengarten | 23:28 (07:15)              |
| 16. Oktober 2022 | Füchse Berlin           | Borussia Dortmund          | 16:34 (07:15)              |

#### Gruppe Süd
| Datum            | Heimmannschaft        | Gastmannschaft          | Ergebnis (Halbzeitstand) |
| ---------------- | --------------------- | ----------------------- | ------------------------ |
| 19. Oktober 2022 | Frankfurter HC        | Thüringer HC II         | 25:20 (12:10)            |
| 15. Oktober 2022 | ESV 1927 Regensburg   | SG H2Ku Herrenberg      | 25:21 (12:11)            |
| 14. Oktober 2022 | Frisch Auf! Göppingen | BSV Sachsen Zwickau     | 28:30 (12:12)            |
| 15. Oktober 2022 | HSV Solingen-Gräfrath | HSG Bensheim/Auerbach   | 25:31 (12:18)            |
| 15. Oktober 2022 | VfL Waiblingen        | Sport-Union Neckarsulm  | 24:38 (13:19)            |
| 15. Oktober 2022 | TG Nürtingen          | TuS Metzingen           | 24:38 (10:19)            |
| 19. Oktober 2022 | 1. FSV Mainz 05       | SG BBM Bietigheim       | 22:44 (10:21)            |
| 15. Oktober 2022 | TVB Wuppertal         | TSV Bayer 04 Leverkusen | 17:37 (10:17)            |

## Achtelfinale
In das Achtelfinale zogen die 16 Siegerinnen aus der 2. Runde ein. Die Ansetzungen wurden beim Bundesligaspiel des Buxtehuder SV gegen Borussia Dortmund am 22. Oktober 2022 durch Lone Fischer ausgelost.
| Datum             | Heimmannschaft          | Gastmannschaft             | Ergebnis (Halbzeitstand) |
| ----------------- | ----------------------- | -------------------------- | ------------------------ |
| 30. November 2022 | TSV Bayer 04 Leverkusen | SG BBM Bietigheim          | 24:26 (10:12)            |
| 30. November 2022 | Buxtehuder SV           | HSG Bad Wildungen          | 21:23 (08:13)            |
| 30. November 2022 | HSG Blomberg-Lippe      | Borussia Dortmund          | 26:32 (14:18)            |
| 07. Dezember 2022 | VfL Oldenburg           | Sport-Union Neckarsulm     | 31:23 (14:11)            |
| 30. November 2022 | TuS Metzingen           | Thüringer HC               | 34:32 (14:16)            |
| 03. Dezember 2022 | BSV Sachsen Zwickau     | HL Buchholz 08-Rosengarten | 27:33 (12:15)            |
| 02. Dezember 2022 | ESV 1927 Regensburg     | HSG Bensheim/Auerbach      | 18:34 (11:15)            |
| 03. Dezember 2022 | Frankfurter HC          | TuS Lintfort               | 23:26 (15:15)            |

## Viertelfinale
Das Viertelfinale bestritten die im November und Dezember 2022 ermittelten acht Sieger des Achtelfinals. Im Anschluss an die Bundesligapartie zwischen der SG BBM Bietigheim und Bayer 04 Leverkusen wurden am 14. Dezember 2022 die vier Partien von Nationaltorwart Daniel Rebmann ausgelost. Gespielt wurde zwischen dem 25. und 28. Januar 2023.
| Datum           | Heimmannschaft             | Gastmannschaft    | Ergebnis (Halbzeitstand) |
| --------------- | -------------------------- | ----------------- | ------------------------ |
| 25. Januar 2023 | HL Buchholz 08-Rosengarten | VfL Oldenburg     | 25:34 (11:18)            |
| 28. Januar 2023 | HSG Bad Wildungen          | SG BBM Bietigheim | 33:47 (13:22)            |
| 25. Januar 2023 | TuS Lintfort               | TuS Metzingen     | 30:48 (16:25)            |
| 28. Januar 2023 | HSG Bensheim/Auerbach      | Borussia Dortmund | 34:33 (17:21)            |

## Finalspiele
Das Final Four fand am Wochenende 1./2. April 2023 in der Porsche-Arena in Stuttgart statt. Es qualifizierten sich die vier Sieger aus dem Viertelfinale.
| Datum         | Mannschaft 1          | Mannschaft 2      | Ergebnis (Halbzeitstand) |
| ------------- | --------------------- | ----------------- | ------------------------ |
| 1. April 2023 | TuS Metzingen         | SG BBM Bietigheim | 29:39 (14:21)            |
| 1. April 2023 | HSG Bensheim/Auerbach | VfL Oldenburg     | 31:26 (16:12)            |

### 1. Halbfinale
TuS Metzingen: Lea Schüpbach, Nilsson – Balsam (11), Pandza   (4), Svensson (4), Nocuń (4), Weigel (2), Hübner (2), Erlingsdóttir (1), Behnke (1), Godard, Tröster, Petzold
SG BBM Bietigheim:Szikora, Moreschi – Maidhof (6), I. Smits (5), Dulfer (5), Gassama  (4), Naidzinavicius (4), Østergaard (4), Behrend  (3), Meyer (2), Kudłacz-Gloc  (2), X. Smits (2), Döll (1), Malá (1), Kündig
Schiedsrichter: Fabian Baumgart & Sascha Wild

### 2. Halbfinale
HSG Bensheim/Auerbach: Fehr, van Beurden – Friedberger  (7), Heider (6), Soffel  (6), Schoenaker (4), Agwunedu  (3), Hurst (2), Berger  (1), Stuttfeld (1), Holste  (1), Kockel, van Gulik   , Kretzschmar, Visser
VfL Oldenburg: Reese, Fasold – Carstensen  (8), Pichlmeier  (5), Steffen (5), Schirmer (3), Golla  (3), Martens (1), Feiniler (1), Teiken, Reinemann, Weyers, Munderloh, Hoitzing, Heidergott 
Schiedsrichter: Christian vom Dorff & Fabian vom Dorff

### Spiel um Platz 3
Die Verlierer der beiden Halbfinalbegegnungen trafen im Spiel um Platz 3 aufeinander.
| Datum, Uhrzeit           | Heimmannschaft |   | Gastmannschaft | Ergebnis (Halbzeitstand) |
| ------------------------ | -------------- | - | -------------- | ------------------------ |
| 2. April 2023, 14:30 Uhr | TuS Metzingen  | – | VfL Oldenburg  | 26:30 (15:14)            |

 TuS Metzingen: Lea Schüpbach, Nilsson – Balsam (7), Hübner   (6), Erlingsdóttir (3), Weigel  (3), Nocuń (2), Behnke (1), Godard  (2), Pandza  (1), Svensson (1), Tröster, Petzold
VfL Oldenburg: Reese, Fasold – Reinemann  (8), Pichlmeier (6), Carstensen (4), Steffen   (3), Schirmer (3), Golla (3), Feiniler (2), Teiken (1), Weyers, Munderloh, Hoitzing, Martens, Heidergott
Schiedsrichter: Christian vom Dorff & Fabian vom Dorff

### Finale
Die Sieger der beiden Halbfinalbegegnungen spielten im Finale um den Titel des Deutschen Pokalsiegers 2023.
| Datum, Uhrzeit           | Heimmannschaft    |   | Gastmannschaft        | Ergebnis (Halbzeitstand) |
| ------------------------ | ----------------- | - | --------------------- | ------------------------ |
| 2. April 2023, 17:05 Uhr | SG BBM Bietigheim | – | HSG Bensheim/Auerbach | 39:25 (19:08)            |

SG BBM Bietigheim:Szikora, Moreschi – Döll (11), X. Smits (4), Østergaard (4), Maidhof (4), Behrend (4), Malá (3), Kudłacz-Gloc (3), Dulfer (2), Gassama  (1), I. Smits (1), Kündig (1), Naidzinavicius   (1), Meyer
HSG Bensheim/Auerbach: Fehr, van Beurden – Friedberger (9), Berger   (4), Soffel (3), Hurst   (2), Visser (2), Kockel  (1), Heider (1), Stuttfeld (1), Agwunedu (1), van Gulik (1), Schoenaker, Kretzschmar, Holste 
Schiedsrichter: Tanja Kuttler & Maike Merz